# Synalpheus lockingtoni
Synalpheus lockingtoni är en kräftdjursart som beskrevs av H. Coutière 1909. Synalpheus lockingtoni ingår i släktet Synalpheus och familjen Alpheidae. Inga underarter finns listade i Catalogue of Life.